# Branchiobdella astaci
Branchiobdella astaci är en ringmaskart som beskrevs av Odier 1823. Branchiobdella astaci ingår i släktet Branchiobdella och familjen kräftmaskar. Inga underarter finns listade i Catalogue of Life.